# STANAG 4179

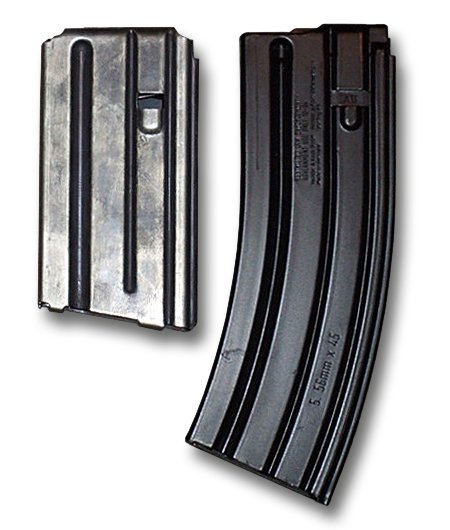
STANAG-konforme Magazine: 20-Schuss-Magazin von Colt und 30-Schuss-Magazin von Heckler & Koch

STANAG 4179 ist ein De-facto-Standard der NATO-Mitgliedstaaten für Magazine für Patronenmunition 5,56 × 45 mm. Ein diesem Standard entsprechendes Magazin wird STANAG-Magazin, M16-Magazin oder NATO-Magazin genannt.
Nachdem die NATO die Patronenmunition 5,56 × 45 mm mit dem STANAG 4172 standardisiert hatte, gab es Bestrebungen, auch die Magazine für diese Patrone zu standardisieren. Im Jahre 1980 wurde das STANAG 4179 eingereicht, das das Magazin des M16-Gewehrs als Vorlage nahm. Da es nicht zu einer formellen Einigung kam, verblieb STANAG 4179 im Entwurfsstatus. Dennoch wird der de-facto-Standard von verschiedenen Herstellern eingehalten, auch von einigen nicht-NATO-Staaten. Neben der AR-15-Familie halten beispielsweise SA80, FN SCAR, FN FNC, FN F2000, Daewoo K1 und Daewoo K2 die Spezifikationen ein. Daneben gibt es auch Umrüstkits auf diesen Standard, zum Beispiel für HK G36 oder Steyr AUG.
Die Standardisierung bezieht sich nur auf die Abmessungen der Magazinaufnahme der Waffe und der Magazinverriegelung. Abgesehen davon können die Magazine unterschiedlich konstruiert sein. So gibt es Stangenmagazine für 20, 30 oder 40 Patronen oder 90 bis 100 Patronen fassende Trommelmagazine. Zur Qualität, beispielsweise der Haltbarkeit, gibt es in der STANAG 4179 keine Angaben. Die verwendeten Materialien sind sehr verschieden, von Metall bis Kunststoff sowie Kombinationen von beiden, genauso wie die verschiedene Oberflächenbeschichtungen.
Um das Befüllen dieser Magazine zu vereinfachen, gibt es diverse Magazinladehilfen. Mit dem ebenfalls im Entwurfsstadium verbliebenen STANAG 4181 wurden ein Ladestreifen mit dem dazugehörigen Führungsstück zur Standardisierung vorgeschlagen.

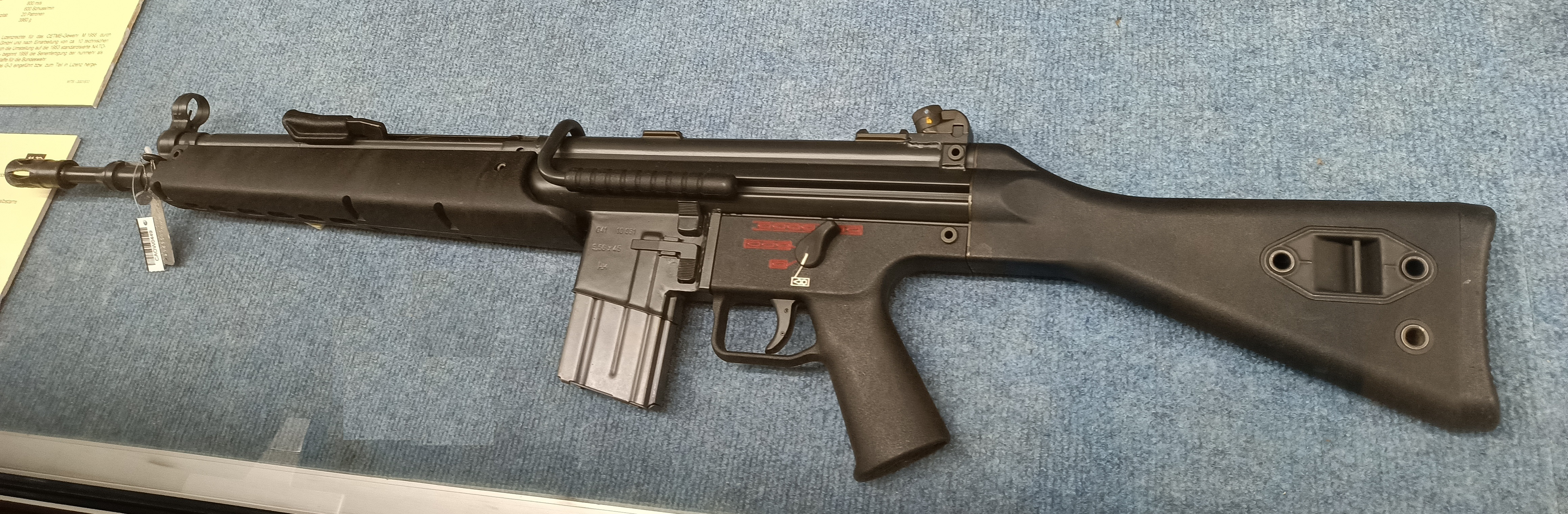
G41 mit 20-Schuss-Magazin
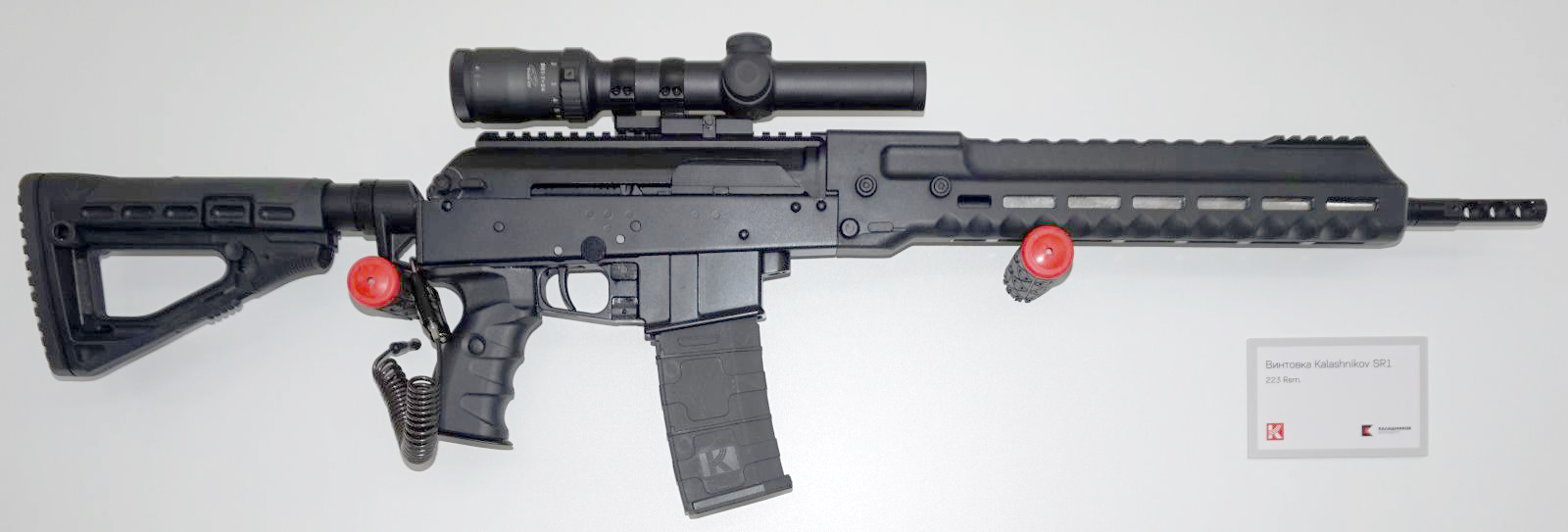
Kalaschnikow SR-1 mit 30-Schuss-Magazin
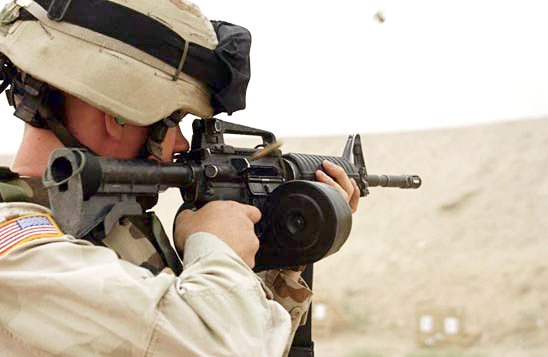
100er Beta-C-Magazin
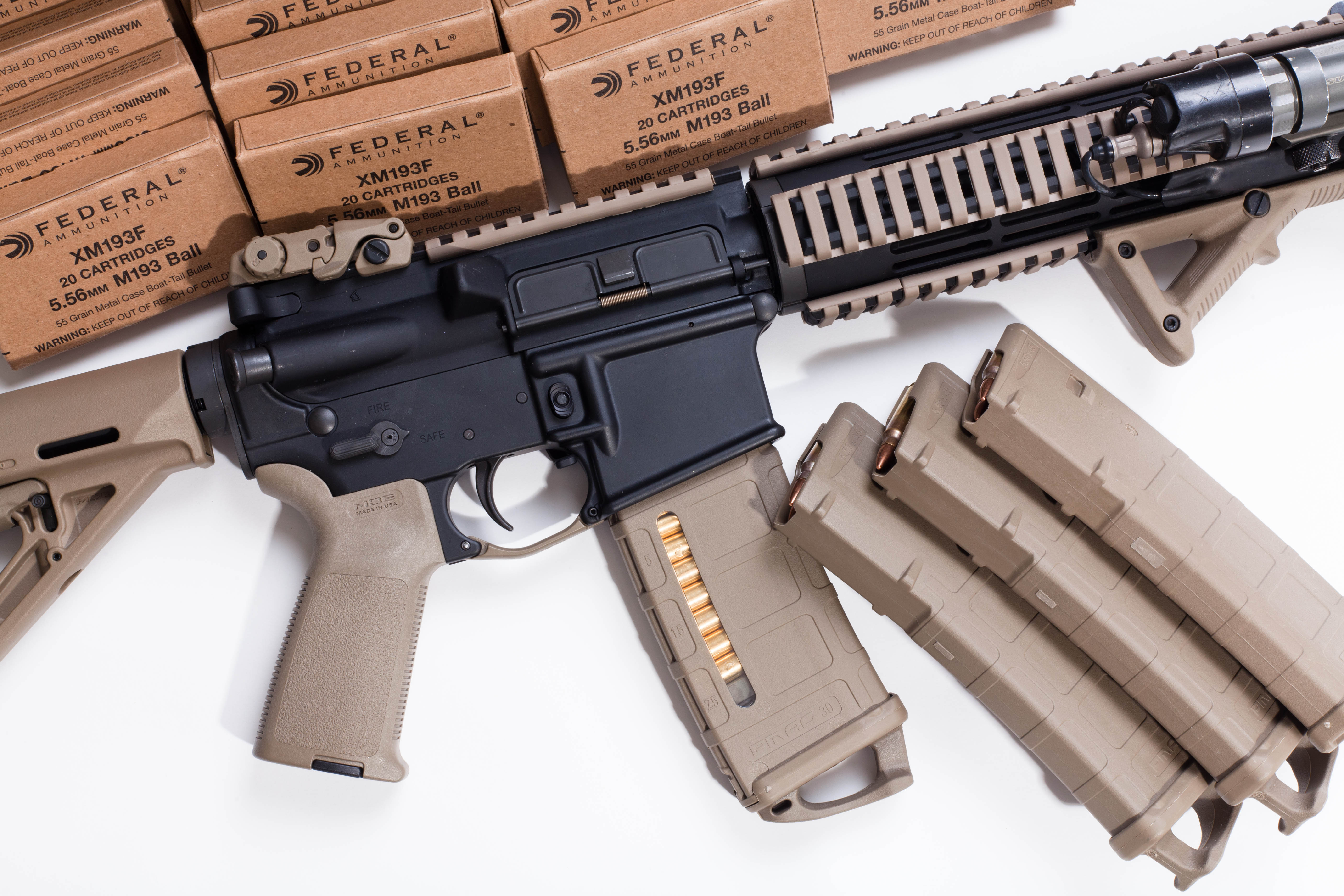
30er Magazine mit Sichtfenster und Ausziehhilfe
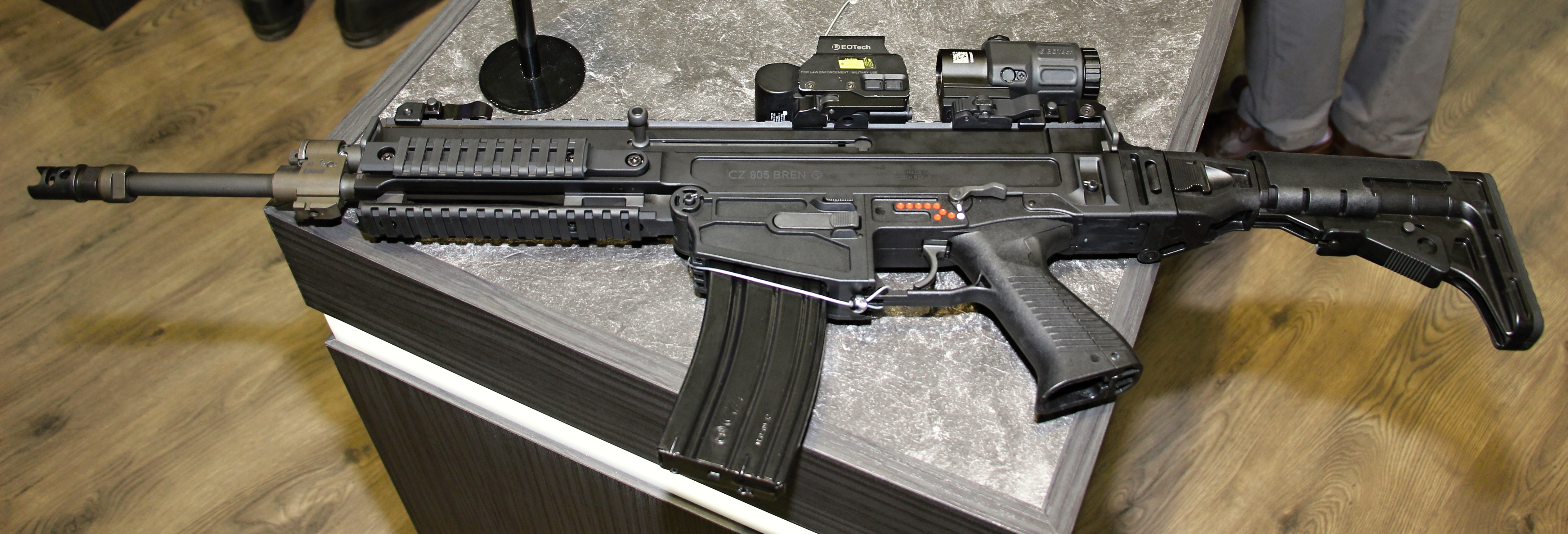
STANAG-konformes CZ 805 BREN A1 durch Austausch des Magazinschachts
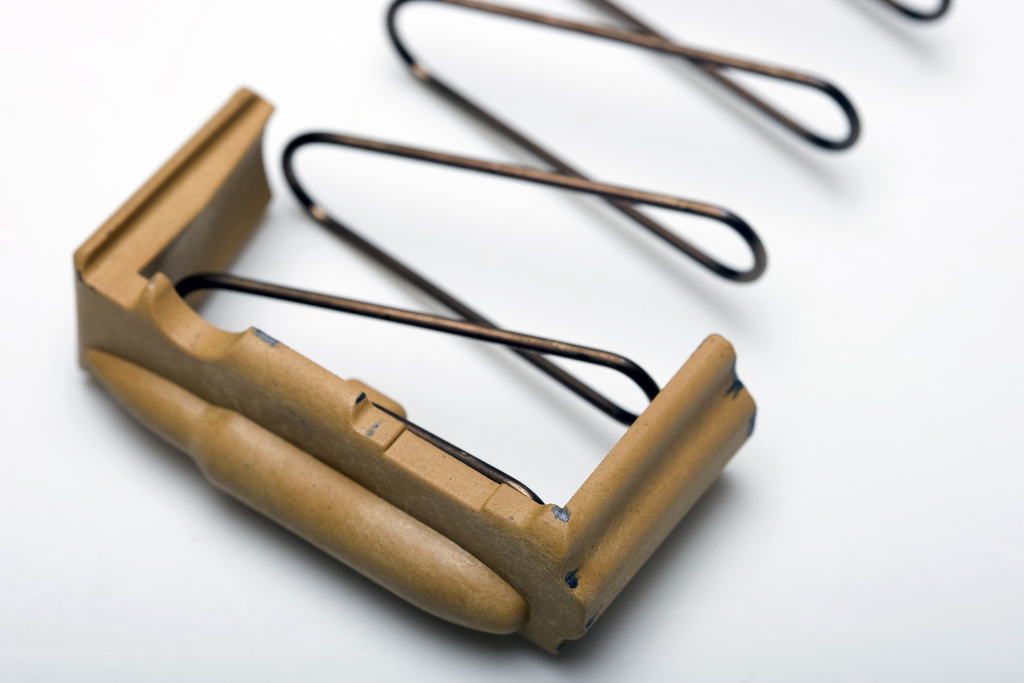
Verbesserter Magazinzubringer, welcher das Kippen beim Herunterdrücken minimiert (engl. anti-tilt follower)
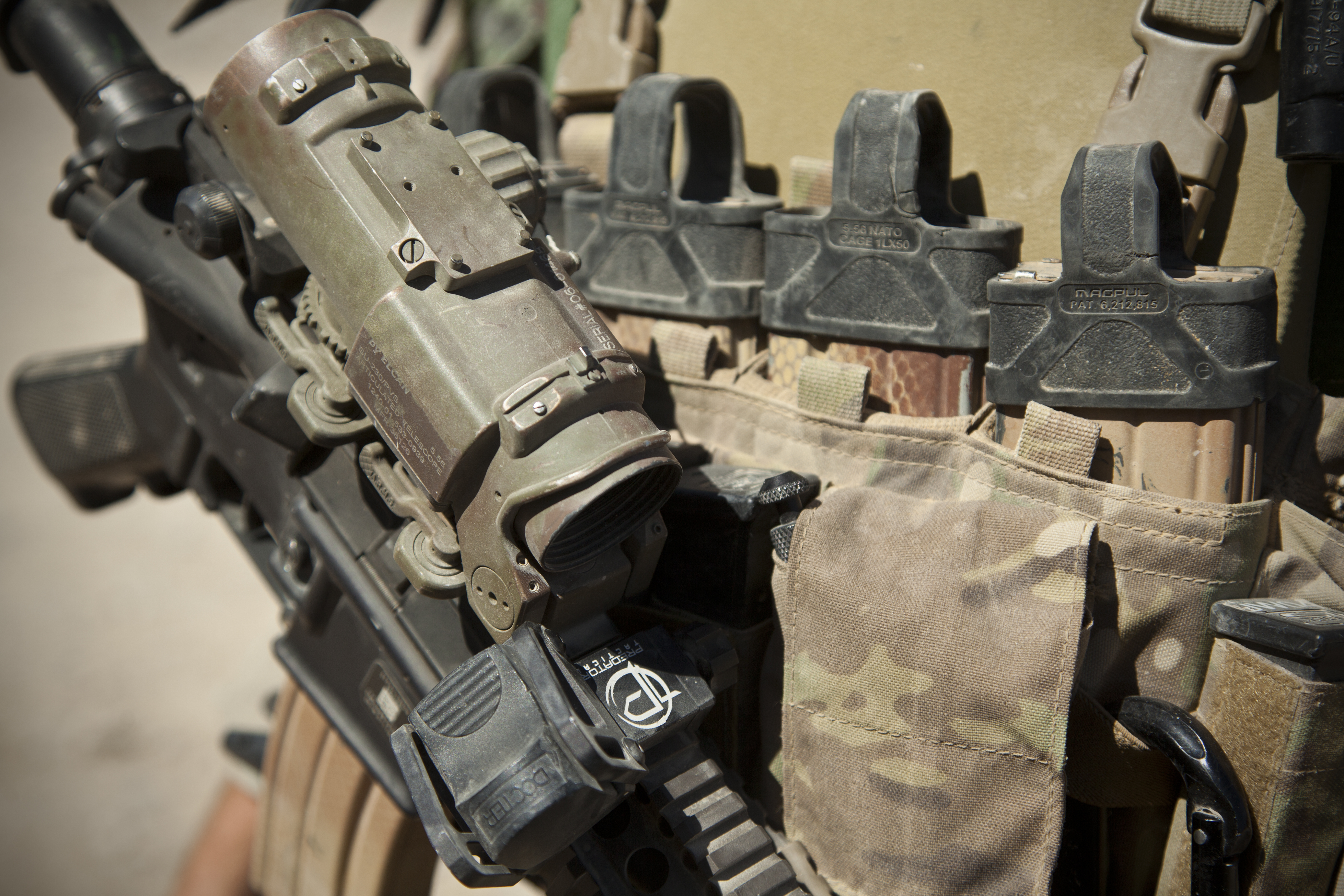
Magpuls gleichnamige Ausziehhilfe für STANAG-Magazine
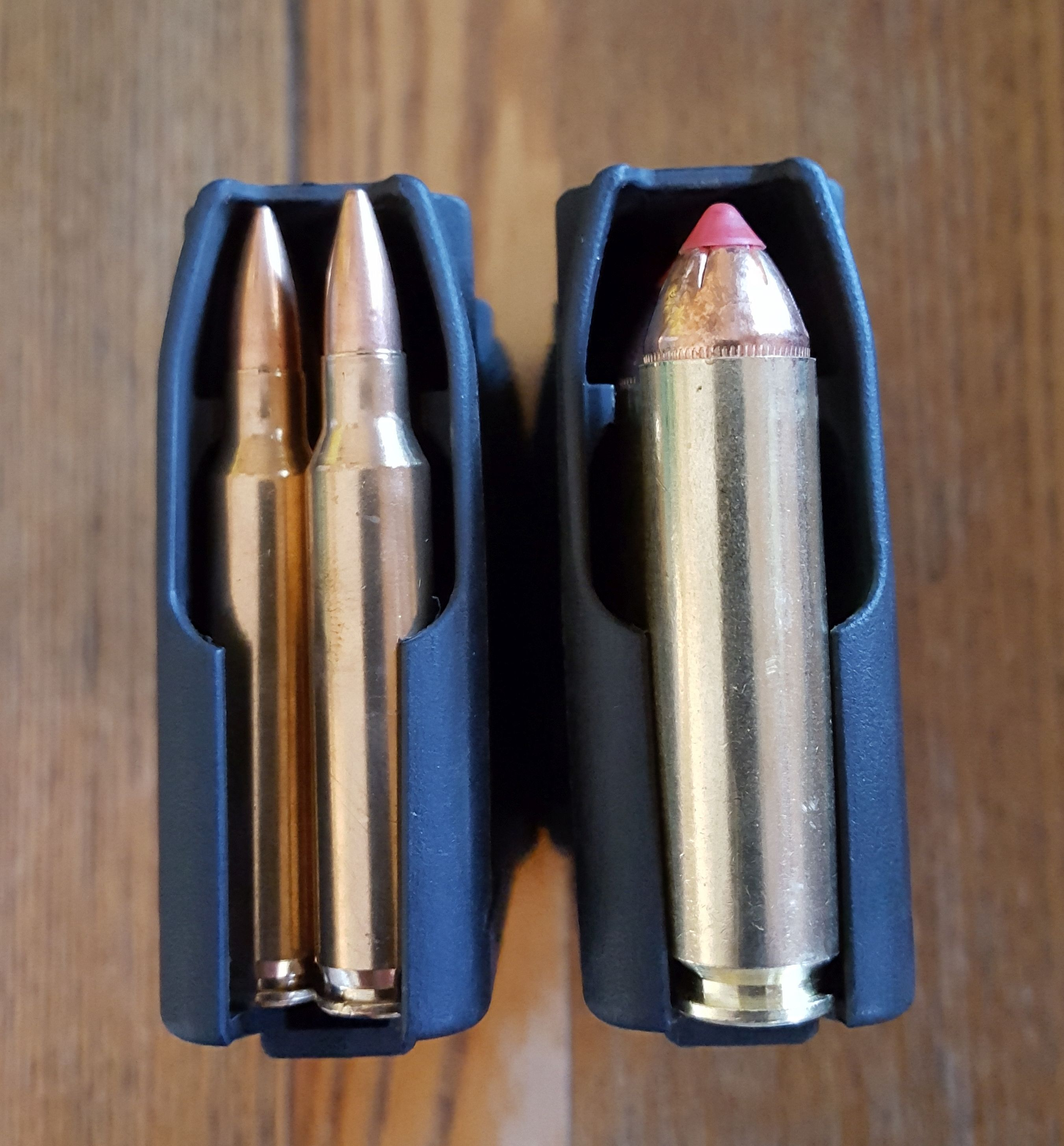
STANAG-Magazin geladen mit Kaliber .450 Bushmaster (rechts)
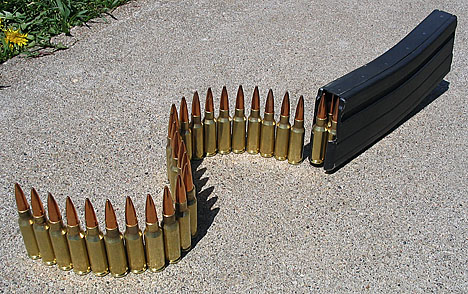
STANAG-Magazin geladen mit Kaliber 6,5 mm Grendel
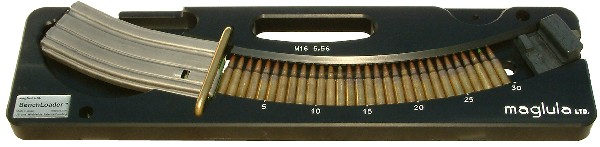
Range BenchLoader™
Ladestreifen mit Führungsstück gemäß STANAG 4181
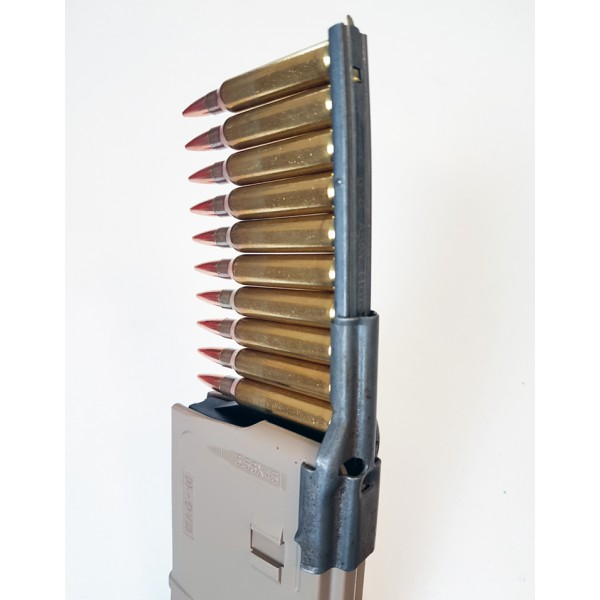
STANAG-Magazin mit Ladestreifen und Führungsstück
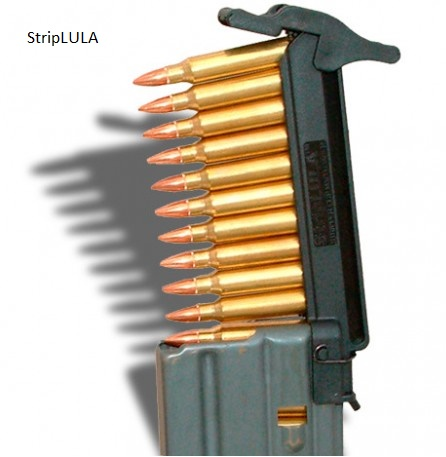
StripLULA™ Magazinladehilfe

## Vergleichbare Standards
Ein Magazin-Standard für Patronen im Kaliber 7,62 × 51 mm NATO und .308 Winchester ist das AR-10-Magazin. Es werden auch Bezeichnungen wie SR-25- oder LR-308-Magazin verwendet. Daneben verwenden zum Beispiel noch das Remington R11 RSASS und IWI Tavor 7 dieses Magazin.

SR-25-Magazin
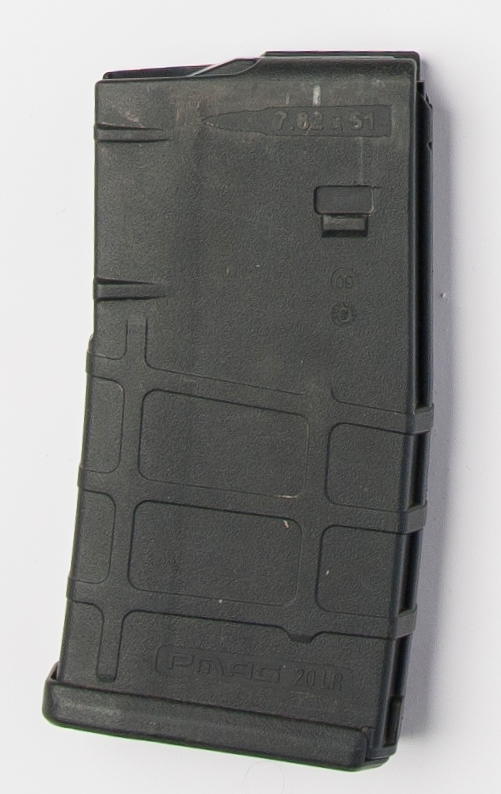
SR-25-kompatibles Magazin von Magpul
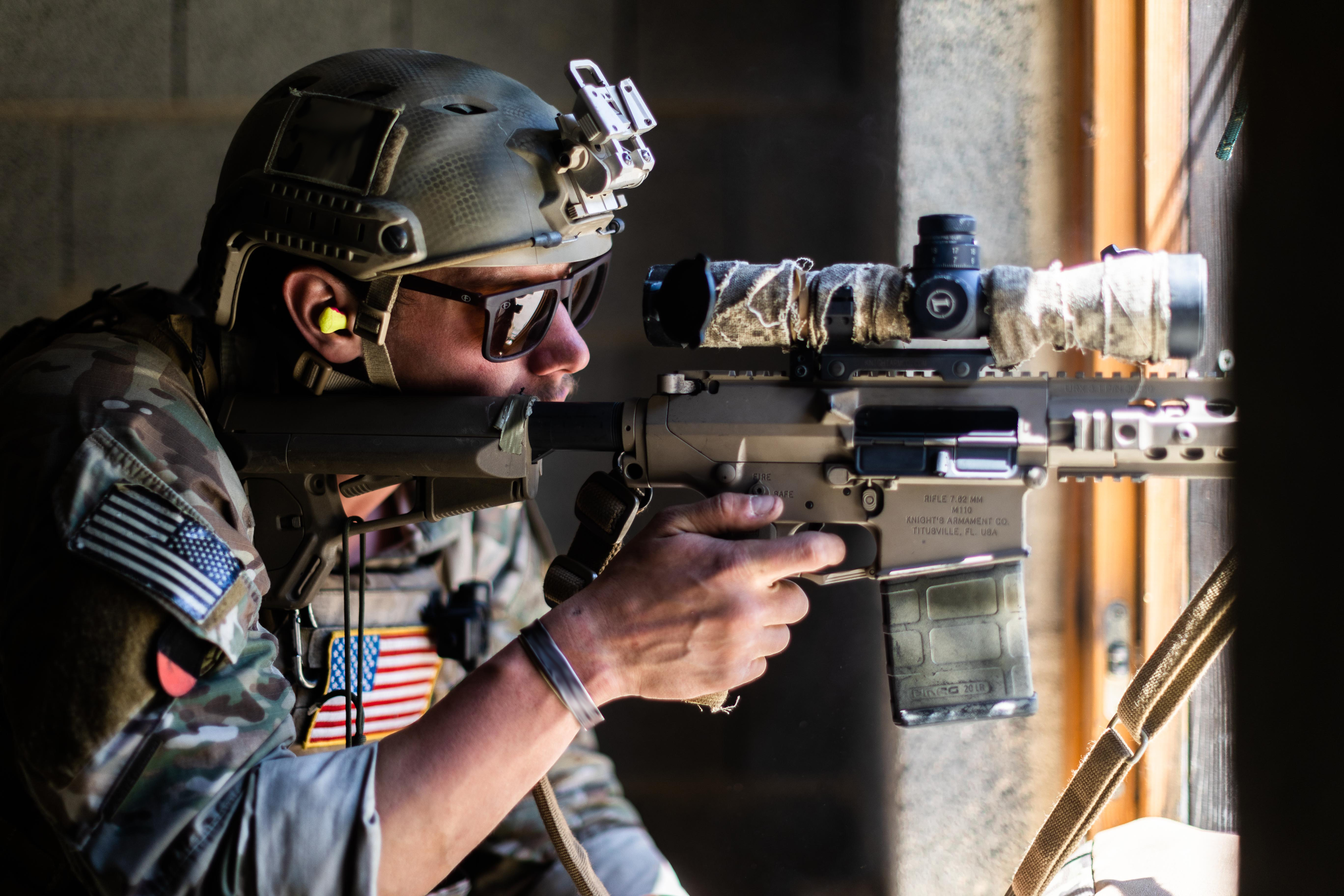
M110 mit Magpul PMAG
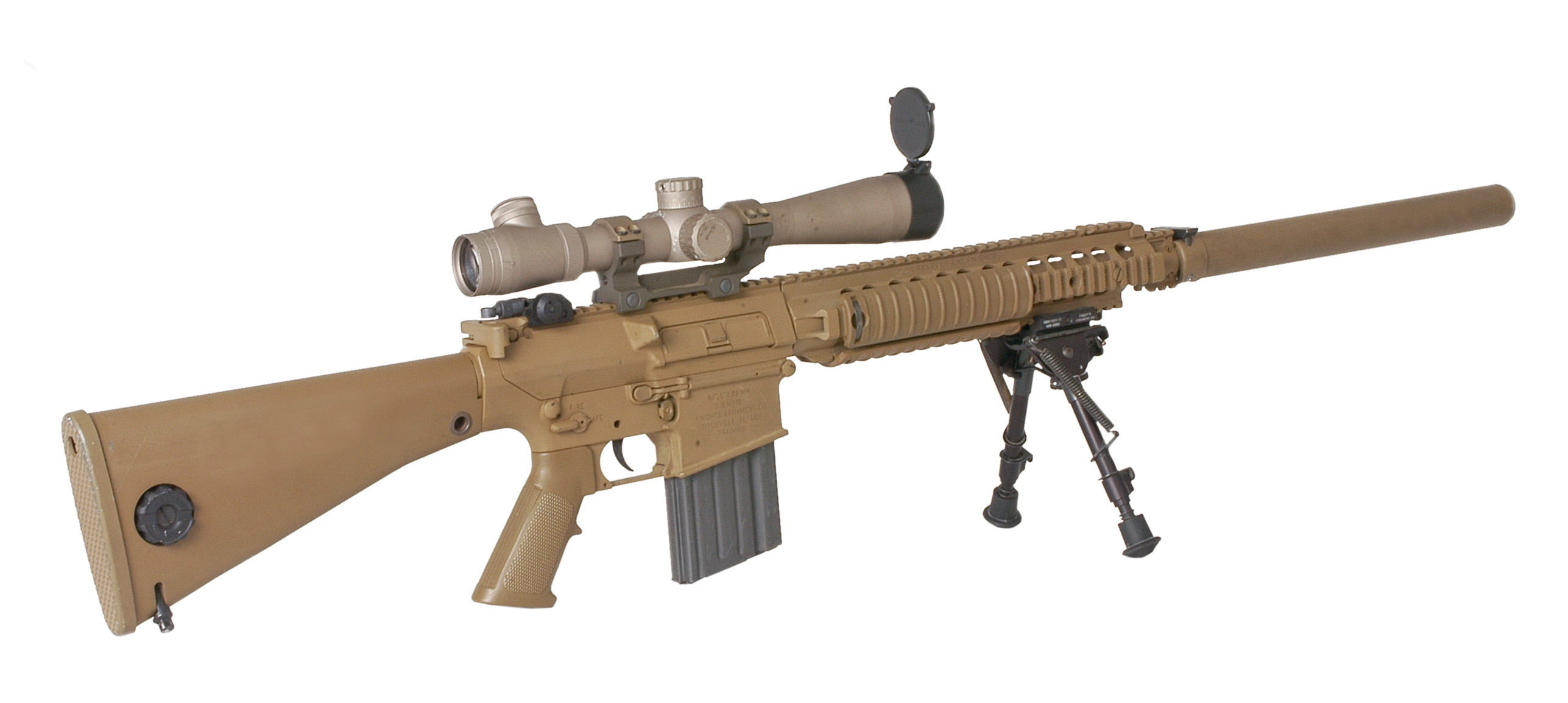
M110 mit SR-25-Magazin aus Metall

Ein Magazin-Standard für Repetiergewehre ist das AICS-Magazin.

AICS-Magazin
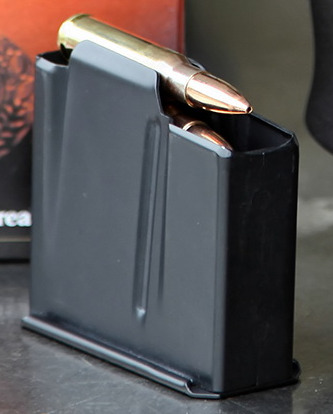
AICS-Magazin für 5 Patronen im Kaliber 7,62 × 51 mm (.308 Winchester)
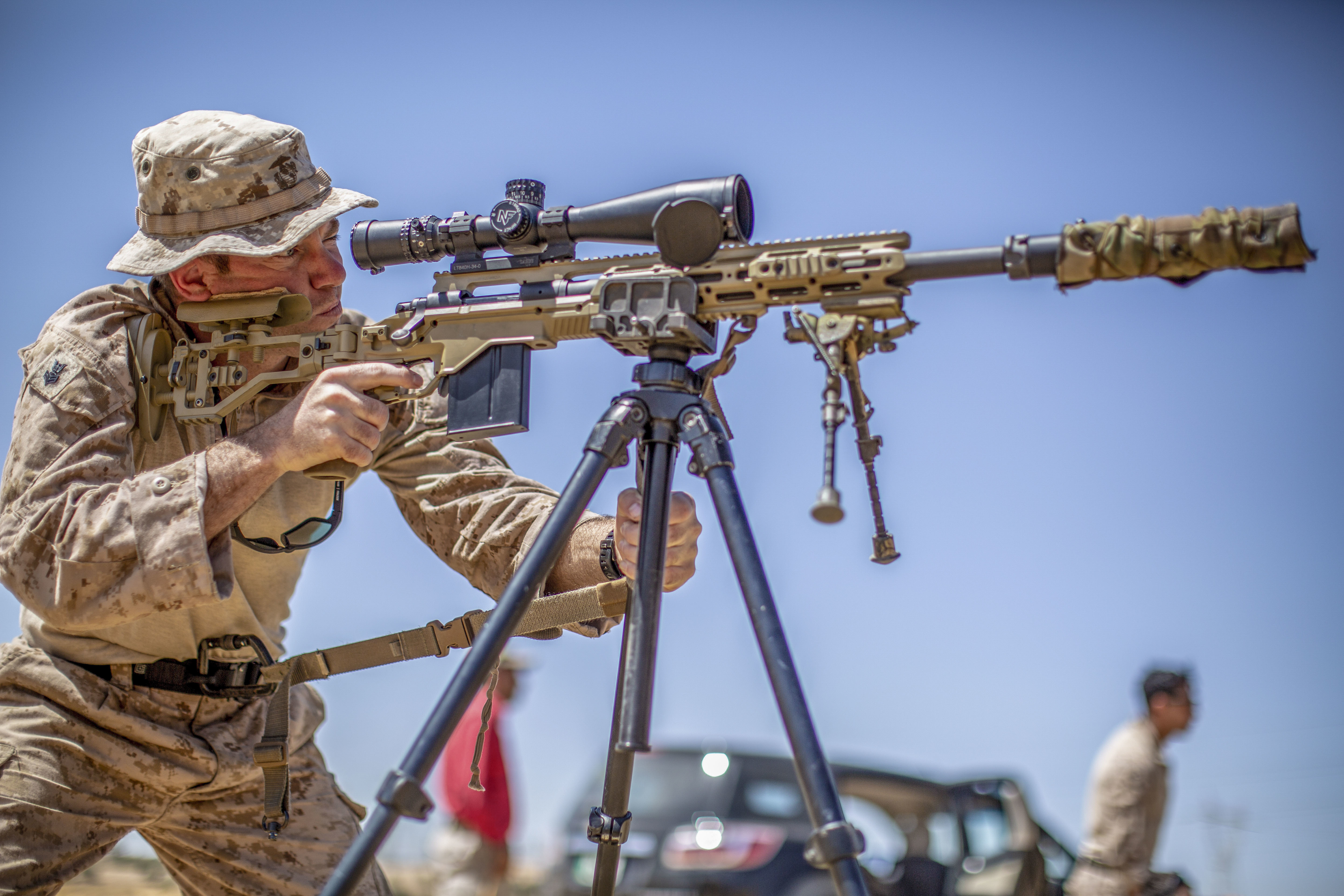
M40A6 mit AICS-Magazin
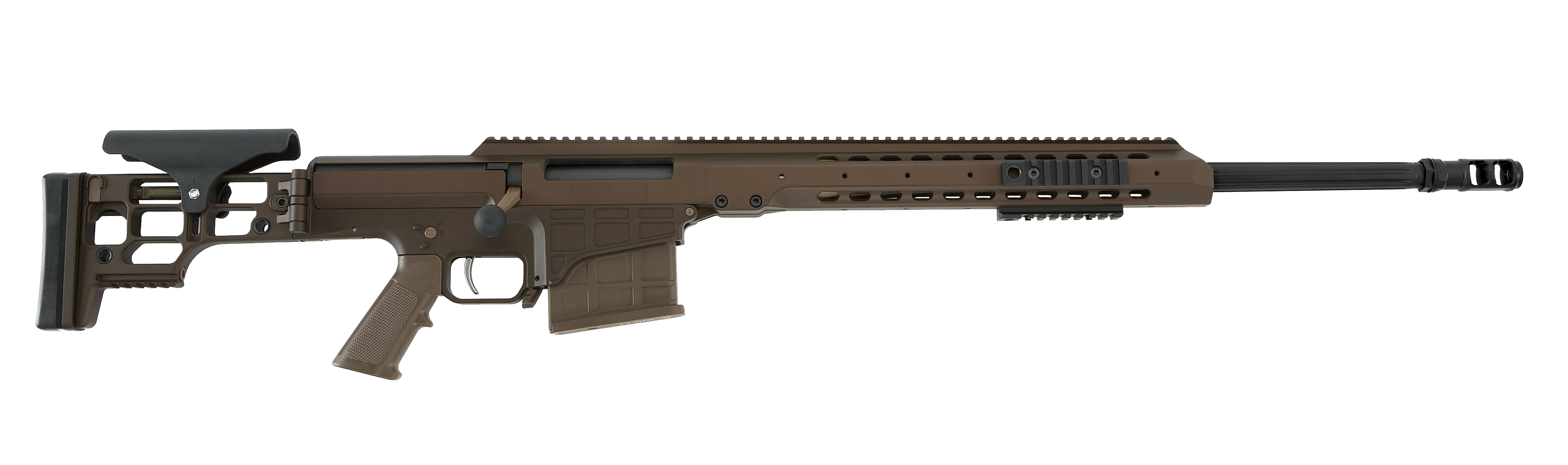
Barrett MRAD mit AICS-Magazin aus Kunststoff